# جيم فالفانو
جيمس توماس أنتوني فالفانو (10 مارس 1946-28 أبريل 1993)، الملقب بجيمي الخامس، كان لاعب كرة سلة ومدرب ومذيعًا أمريكيًا في الكلية.
كان لدى فلفانو مهنة تدريب ناجحة مع مدارس متعددة، وبلغت ذروتها في جامعة ولاية كارولينا الشمالية. بينما كان المدرب الرئيسي في ولاية نورث كارولاينا، فاز فريقه بلقب كرة السلة للرجال في قسم الرابطة الوطنية لرياضة الجامعات 1983 ضد احتمالات غير محتملة.  يتذكر فالفانو احتفاله بالنشوة بعد فوزه في مباراة البطولة الوطنية ضد هيوستن كوجارز المرغوبة بشدة.
يُذكر أيضًا لفلفانو خطاب ملهم لا يُنسى ألقاه في حفل توزيع جوائز إيسبي 1993 عندما كان يعاني من مرض السرطان. ناشد فالفانو الجمهور أن يضحكوا ويفكروا ويبكوا كل يوم وأعلن عن تشكيل مؤسسة V لأبحاث السرطان التي سيكون شعارها "لا تستسلم. لا تستسلم أبدًا ". ألقى الخطاب قبل أقل من شهرين من وفاته بسبب سرطان الغدة . تتضمن جوائز ايسبي الآن جائزة جيمي ف التي سميت على شرفه. في كل عام، تُقام بطولة كرة سلة جامعية تسمى جيمي الخامس كلاسيك على شرفه ودعمًا لضحايا السرطان والناجين منه.

## النشأة
كان فالفانو الطفل الأوسط لروكو وأنجلينا فالفانو، وكان من أصل إيطالي. ولد في كورونا، كوينز، نيويورك. كان فالفانو رياضيًا لثلاث رياضات في مدرسة سيفورد الثانوية في سيفورد في لونغ آيلاند وتخرج عام 1963.
كان مدرب كرة القدم فينس لومباردي قدوة لفالفانو. أخبر فالفانو جمهور إيسبي، في 3 مارس 1993، أنه أخذ بعض خطابات لومباردي الملهمة من كتاب الالتزام بالتميز، واستخدمها مع فريقه. ناقش فالفانو كيف خطط لاستخدام خطاب لومباردي أمام فريق غرين باي باكرز أمام فريق كرة السلة لطالب روتجرز قبل مباراته الأولى كمدرب لهم. وذكر أيضًا أنه طلب من فريقه بالصدفة "القتال من أجل غرين باي باكرز".

## كلية اللعب الوظيفي
كان فالفانو حارسًا في جامعة روتجرز عام 1967، حيث شارك مع الفريق الأول الأمريكي بوب لويد في المنطقة الخلفية. تحت قيادة فلفانو و لويد، احتل روتجرز المركز الثالث في بطولة الدعوة الوطنية (ان اي تي) لعام 1967، والتي كانت آخر بطولة لكرة السلة أقيمت في ماديسون سكوير غاردن. كان ميدان بطولة ان سي اي اي لعام 1967 عبارة عن 23 فريقًا فقط، وقام ان اي تي بدعوة 14 فريقًا. حصل على جائزة أفضل رياضي للعام في جامعة روتجرز عام 1967، وتخرج بدرجة في اللغة الإنجليزية عام 1967.

## مهنة التدريب

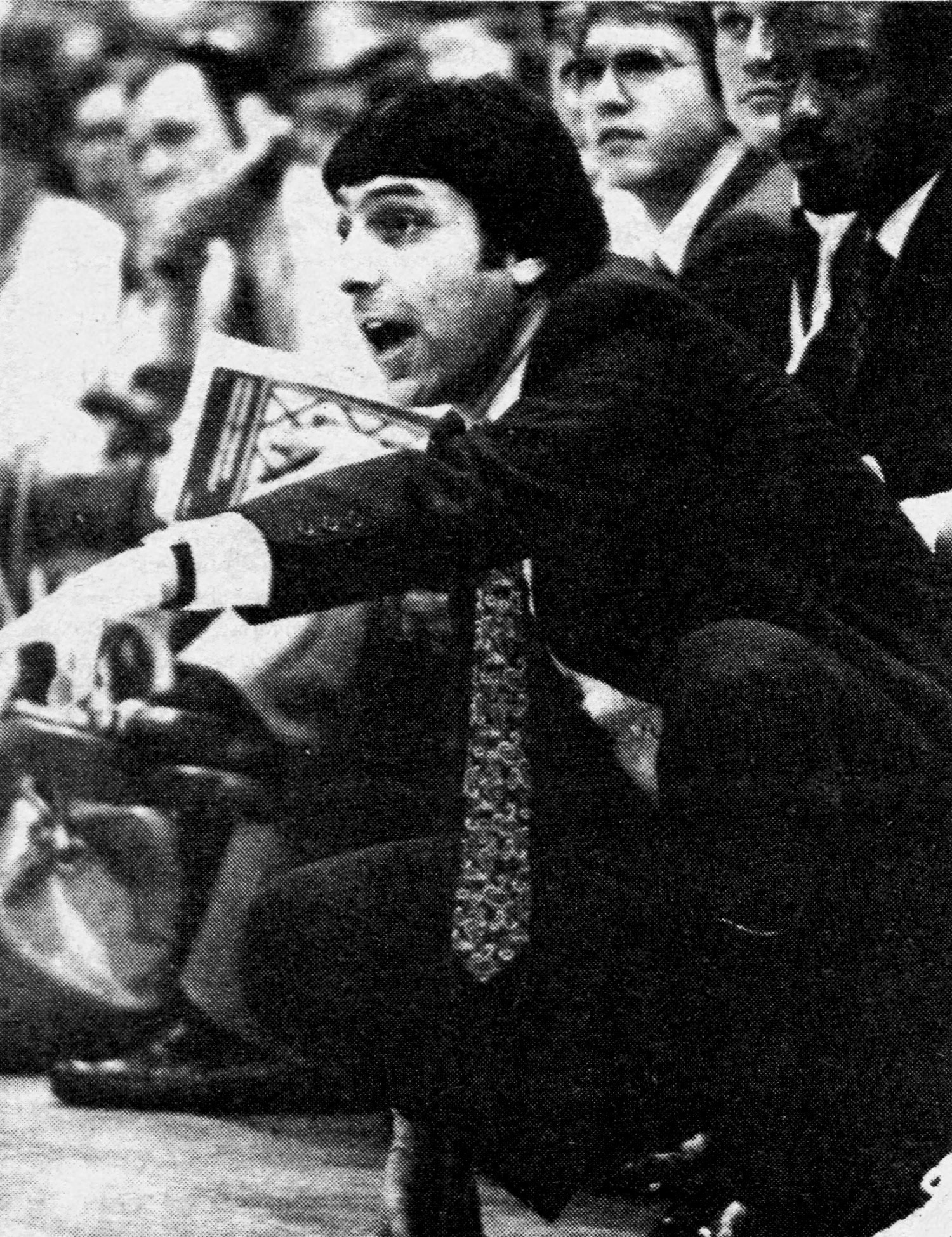
درب فالفانو ولاية نورث كارولاينا عام 1983

بعد التخرج، بدأ فالفانو مسيرته التدريبية في روتجرز كمدرب جديد ومساعد للجامعة. بدأت مسيرته المهنية التي استمرت 19 عامًا كمدرب رئيسي لكرة السلة في جونز هوبكنز في بالتيمور لمدة موسم. كان بعد ذلك مساعدًا في ولاية كونيتيكت لمدة عامين. بعد ذلك، كان المدرب الرئيسي في بكنيل، إيونا، وولاية نورث كارولينا. بعد رحيل نورم سلون إلى فلوريدا، تم تعيين فالفانو في ولاية نورث كارولاينا في 27 مارس 1980، وظهر لأول مرة في 29 نوفمبر، عندما هزم فريق وولفباك يو آن سي- ويلمنجتون 83-59. خلال مواسمه العشرة في ولاية نورث كارولاينا، كانت فرق فالفانو هي أبطال بطولة اي سي سي في عامي 1983 و 1987 وأبطال الموسم العادي في 1985 و 1989. فاز حزمة الذئب ببطولة ان سي اي اي في عام 1983، بالإضافة إلى التقدم إلى نخبة أن سي اي اي 8 في عامي 1985 و 1986. " تم التصويت لـ فلفانو "كأفضل مدرب اي سي سي لهذا العام في عام 1989. أصبح فالفانو المدير الرياضي لولاية نورث كارولاينا في عام 1986. سجله الإجمالي في ولاية نورث كارولاينا كان 209-114 ( .647 ) وسجله المهني كمدرب رئيسي كان 346-210 ( .622 ).
يشتهر فلفانو برد فعله في الجري في الملعب بحثًا عن شخص ما يحتضنه في اللحظات التي تلت فوز حزمة الذئب الذي جاء بعد تسديدة الفوز في نهائيات ان سي اي اي 1983. أطلق ديريك ويتينبورغ طلقة يأس في الثانية الأخيرة تم التقاطها بعيدًا عن الحافة وغمرها لورينزو تشارلز عند انتهاء الوقت.

### اتهامات مخالفة القواعد
في عام 1989، ظهرت اتهامات بانتهاك القواعد في كتاب "الأخطاء الشخصية" لبيتر جولنبوك. تركزت هذه الاتهامات في الغالب على المدرسة الثانوية كريس واشبورن كل أمريكا، الذي تمكن فقط 470 من أصل 1600 في اختبار SAT (مع 400 نقطة البداية). برأ فالفانو تحقيق أجرته الرابطة الوطنية لرياضة الجامعات عام 1989، لكنه وجد أن اللاعبين باعوا أحذية وتذاكر ألعاب. نتيجة لذلك، وضعت ولاية نورث كارولاينا برنامجها لكرة السلة تحت المراقبة لمدة عامين (الحد الأقصى) وتم منعها من المشاركة في بطولة ان اس اي اي 1990. أصدرت لجنة بول المعينة من الدولة تقريرًا من 32 صفحة تنص إلى عدم وجود انتهاكات كبيرة للوائح الرابطة الوطنية لرياضة الجامعات، وأن الإشراف غير الكافي لفالفانو وموظفيه على التقدم الأكاديمي للاعبين ينتهك "روح القانون وليس نصه".
بعد هذا التقرير، أُجبر فالفانو على الاستقالة من منصب المدير الرياضي للمدرسة في أكتوبر 1989، لكنه ظل مدربًا لكرة السلة خلال موسم 1989-90. تحت ضغط لاحق من هيئة التدريس بالمدرسة والمستشار الجديد، تفاوض فالفانو على تسوية مع ولاية نورث كارولاينا واستقال من منصب مدرب كرة السلة في 7 أبريل 1990. قامت ستة كيانات منفصلة بالتحقيق في برنامج فلفانو و ولاية نورث كارولاينا لكرة السلة بما في ذلك مجلس كلية ولاية نورث كارولاينا، والمدعي العام في نوث كارولينا، ومجلس حكام جامعة نورث كارولاينا، ومجلس ولاية نورث كارولاينا، و الرابطة الوطنية لرياضة الجامعات. لم يجد أي منهم أي دليل على انتهاكات تجنيد أو مخالفات أكاديمية أو مالية من جانب فلفانو أو موظفيه. كتب ديف ديديون، محقق الرابطة الوطنية لرياضة الجامعات الذي يتعامل مع قضية فالفانو، رسالة شخصية إلى فالفانو، قائلًا، من بين أمور أخرى، "إذا كان لدي ابن، سأشعر بالراحة معك كمدرب له وأشجعه على التعلم منك."  كشف تحقيق مدرسي أن الطلاب الرياضيين في فلفانو لم يؤدوا أداءً جيدًا في الفصل الدراسي ، حيث أن 11 من اللاعبين الذين دربهم قبل 1988 حافظوا على متوسط C أو أفضل.
يمكن العثور على نسخة فلفانو لهذه الأحداث في سيرته الذاتية عام 1991، فلفانو : أعطوني عقدًا مدى الحياة، ثم أعلنوا عني ميتًا.

## بعد التدريب
بعد مسيرته التدريبية، كان فالفانو مذيعًا لـ إسبان و ايه بي سي سبورتس، بما في ذلك مهمة كمراسل جانبي للموسم الافتتاحي للرابطة العالمية لكرة القدم الأمريكية. في عام 1992، فاز فلفانو بجائزة كابل آيس للمعلق / المحلل لبث كرة السلة الرابطة الوطنية لرياضة الجامعات. من وقت لآخر كان يقترن بمحلل كرة السلة ديك فيتالي، الملقب بـ " نظرات القاتل"، وبأصوات مماثلة وأنماط غزيرة. قام الاثنان بمظهر رائع، حيث لعبوا دور المحركون المحترفون، في حلقة من عرض كوسبي.
أنشأ فلفانو شركات جي تي في لتوجيه العديد من مساعيه الريادية. ألقى مئات الخطب التحفيزية في جميع أنحاء البلاد وكان ضيفًا مميزًا في عرض الليلة بطولة جوني كارسون و أواخر الليل مع ديفيد ليترمان.

## سرطان
في يونيو 1992، تم تشخيص فالفانو بسرطان غدي نقيلي، وهو نوع من سرطان الغدد يمكن أن ينتشر إلى العظام.
تم إلقاء واحدة من أكثر الخطب التحفيزية التي لا تُنسى لفالفانو في رينولدز كوليسيوم بولاية نورث كارولاينا، قبل أقل من 10 أسابيع من وفاته، خلال الاحتفال لمدة 10 سنوات ببطولة الرابطة الوطنية لرياضة الجامعات 1983. خلال هذا الخطاب في 21 فبراير، شدد فالفانو على أهمية الأمل والحب والمثابرة، وشمل اقتباسه الشهير "لا تستسلم، لا تستسلم أبدًا".

### خطاب إيسبي
بعد أحد عشر يومًا، يوم الخميس، 4 مارس 1993، تحدث في حفل توزيع جوائز إيسبي الأول في ماديسون سكوير غاردن، الذي قدمته إيسبي. أثناء قبوله جائزة آرثر آش للشجاعة والإنسانية الافتتاحية، أعلن عن إنشاء مؤسسة لأبحاث السرطان، وهي منظمة مكرسة لإيجاد علاج للسرطان. وأعلن أن شعار المؤسسة سيكون "لا تستسلم .. . لا تستسلم أبدا ". خلال حديثه، ذكر الملقن أنه بقي أمامه ثلاثون ثانية، رد عليه فالفانو، "تلك الشاشة في الأعلى تومض 30 ثانية، كما لو كنت مهتمًا بهذه الشاشة الآن، أليس كذلك؟ لقد أصبت بأورام في جميع أنحاء جسدي وأشعر بالقلق من إصابة شخص ما في الخلف لمدة 30 ثانية ". تضمن خطابه هذا البيان:
بالنسبة لي، هناك ثلاثة أشياء يجب علينا جميعًا القيام بها كل يوم. ينبغي لنا أن نفعل ذلك كل يوم من حياتنا. الضحك رقم واحد. يجب أن تضحك كل يوم. رقم اثنين هو التفكير. يجب أن تقضي بعض الوقت في التفكير. والثالث هو، يجب أن تتحول عواطفك إلى دموع، يمكن أن تكون السعادة أو الفرح. لكن فكر في الأمر. إذا ضحكت، فكرت، وبكيت، فهذا يوم كامل. هذا هو هيك يوم واحد. تفعل ذلك سبعة أيام في الأسبوع، سيكون لديك شيء مميز.
أصبح خطاب قبول فلفانو في إيسبي أسطوريًا. واختتم بالقول إن "السرطان يمكن أن يسلب كل قدراتي الجسدية. لا يمكن أن تلمس عقلي، ولا تلمس قلبي، ولا تلمس روحي. وستستمر هذه الأشياء الثلاثة إلى الأبد. أشكركم وبارك الله فيكم جميعا ". تلقى ترحيبا حارا.
كان من المتوقع أن يتساقط شعر فالفانو مع العلاج الكيميائي، لكنه لم يحدث. إلى جانب نظرته الإيجابية دائمًا، أخفى هذا للجمهور مدى خطورة مرضه ومقدار الألم الذي كان يتعامل معه. لقد حلق رأسه بشكل استباقي وكان مستعدًا لاستخدام مجموعة متنوعة من الشعر المستعار غريب الأطوار في برامج البث الخاصة به، لكن شعره بقي.

### يانكيز
لطالما أراد فالفانو، مواطن نيويورك، طرد الملعب الأول في استاد يانكي. لقد تم منحه هذا الشرف لموسم 1993 الافتتاحي الذي سيعقد في 12 أبريل،  لكنه كان مريضًا جدًا للقيام بذلك. تم استبدال منافس التدريب والصديق دين سميث، بعد أسبوع واحد من قيادة نورث كارولينا إلى البطولة الوطنية، بفالفانو.

## موت
توفي فالفانو عن عمر يناهز 47 عامًا في 28 أبريل 1993، بعد أقل من شهرين من خطابه الشهير إيسبي، بعد معركة استمرت لمدة عام تقريبًا مع سرطان الغدة النقيلي مجهول المنشأ. توفي فالفانو في المركز الطبي بجامعة ديوك في دورهام بولاية نورث كارولينا، بعد 10 سنوات من فوزه بالبطولة الوطنية في واحدة من أكبر الاضطرابات في تاريخ البطولة. تم دفنه في قسم سيدار هيل في مقبرة أوكوود في رالي. كتب على شاهد قبره: "خذ وقتًا كل يوم للضحك والتفكير والبكاء".

## إرث
في عام 1983، ابتكر فالفانو عبارة "البقاء والتقدم". فيلم تلفزيوني عام 1996 بعنوان لا تستسلم أبدًا: قصة جيمي الخامس، قام ببطولة أنتوني لاباليا في دور فالفانو. تم تصوير الفيلم في مواقع مختلفة بما في ذلك ويلمنجتون، نورث كارولينا، وفي حرم جامعة نورث كارولينا ويلمنجتون.
في عام 1993، تم إدخال فالفانو في قاعة مشاهير كرة السلة في روتجرز. في عام 1999، تم إدخال فالفانو في كل من قاعة الخريجين المتميزين في جامعة روتجرز وقاعة مشاهير كرة السلة في مدينة نيويورك. في عام 2004، تم إدخال فالفانو في قاعة مشاهير الرياضة الإيطالية الوطنية الأمريكية. في عام 2012، تم تعيينه في الدرجة الأولى من قاعة مشاهير ألعاب القوى في ولاية نورث كارولاينا.
في 17 مارس 2013، بثت قناة اسبان فيلمًا وثائقيًا بعنوان البقاء على قيد الحياة والتقدم، وهو فيلم وثائقي عن بطولة ولاية كارولينا الشمالية لعام 1983، كجزء من سلسلة مختارات من 30 إلى 30 من المجلد الثاني. إلى جانب موسم 1983، غطت أيضًا الأشهر الأخيرة من حياته خلال معركته مع مرض السرطان. تم بث الفيلم الوثائقي لأول مرة في الذكرى الثلاثين لانتصار حزمة الذئب المزدوج في الوقت الإضافي ضد بيبيردين في الجولة الأولى من بطولة ان سي اي اي 1983.
في 1 مارس 2016، صدر كتاب لجون فاينشتاين بعنوان نادي الأساطير: دين سميث ومايك كرزيزفسكي وجيم فالفانو وتنافس كرة السلة في الكلية الملحميةلمراجعات نقدية. وصل كرزيزوسكي إلى دوق في نفس الموسم كما فعل فلفانو في ولاية كارولينا الشمالية.
في عام 2018، تم تغيير اسم ويليام نيل رينولدز كوليسيوم من جامعة ولاية كارولينا الشمالية إلى جيمس تي فالفانو أرينا في ويليام نيل رينولدز كوليسيوم تكريما لفالفانو.
في عام 2023، سيتم إدخال فالفانو بعد وفاته في قاعة مشاهير كرة السلة في نايسميث التذكارية .

## الحياة الشخصية
تزوج فالفانو من حبيبته في المدرسة الثانوية وأنجبا ثلاث بنات. شقيقه الأصغر بوب هو مذيع رياضي ومدرب كرة سلة سابق.

## أيضا
- قائمة مباريات دوري الدرجة الأولى لكرة القدم الأمريكية (NCAA) في النهائي الرابع رجال من قبل المدرب

## فهرس
- Cairns، Bob (2005). V & Me: Everybody's Favorite Jim Valvano Story. Alexander, NC: Alexander Books. ISBN:978-1-57090-229-1.
- Towle، Mike (2001). I Remember Jim Valvano: Personal Reflections and Anecdotes About College Basketball's Most Exuberant Final Four Coach, As Told by the People and Players Who Knew Him. Nashville, TN: Cumberland House Publishing. ISBN:978-1-58182-219-9.
- Valvano، Bob (2001). The Gifts of Jimmy V: A Coach's Legacy. Chicago, IL: Triumph Books. ISBN:978-1-892049-30-8.
- Valvano، Jim؛ Kirkpatrick, Curry (1992). Valvano: They Gave Me a Lifetime Contract, and Then They Declared Me Dead. New York, NY: Pocket Books. ISBN:978-0-671-73254-7.
- Wojnarowski، Adrian (2008). Jimmy V: The Life and Death of Jim Valvano. New York, NY: Gotham Books. ISBN:978-1-59240-354-7.

## روابط خارجية
- مؤسسة V لأبحاث السرطان
- جيم فالفانو على موقع فايند أغريف